# Deon Burton
Pour les articles homonymes, voir Burton.
 (novembre 2013).
Si vous disposez d'ouvrages ou d'articles de référence ou si vous connaissez des sites web de qualité traitant du thème abordé ici, merci de compléter l'article en donnant les références utiles à sa vérifiabilité et en les liant à la section « Notes et références ».
Deon Burton est un footballeur jamaïcain né le 25 octobre 1976 à Ashford (Angleterre).

## Biographie
Burton commence sa carrière à Cardiff avant de rejoindre un autre attaquant jamaïcain, Paul Hall, à Portsmouth, avec qui il a fait ses débuts professionnels en 1993-1994, jouant deux matchs dans la saison. Burton joue par intermittence pour Portsmouth au cours des trois saisons suivantes avant d'être transféré à Derby County FC pour la saison 1997-1998. Cet été là, Renê Simões, alors entraîneur de la Jamaïque, cherche un remplaçant à Walter « Blacka » Boyd, exclu de la sélection pour mesures disciplinaires, en vue des éliminatoires pour la Coupe du monde 1998. Après avoir sillonné le Royaume-Uni, il déniche Burton, Jamaïcain par son père.
Le 7 septembre 1997, Deon enfile son premier maillot international face au Canada. Auteur du seul but de la partie, il est adopté et, une semaine plus tard, il récidive dans les mêmes conditions contre le Costa Rica. Son coach est convaincu, d'autant plus que Burton remet ça contre les États-Unis, puis au Salvador, permettant à son équipe d'arracher un point précieux. Qualifiés pour le Mondial en terminant troisièmes derrière le Mexique et les États-Unis à la surprise générale, les Jamaïcains gagnent un match contre le Japon (2-1) dans un groupe relevé avec l'Argentine et la Croatie, futur troisième. Burton ne marque pas en France mais fait bonne figure, la suite de sa carrière est cependant en demi-teinte.
En effet, incapable de s'imposer à Derby, Burton retourne à Portsmouth en 2003 mais là aussi il n'est pas à la hauteur. Après une saison passée à Brentford, Burton signe à Rotherham en juillet 2005. Après une première moitié de saison impressionnante en League One, marquant 14 buts en 27 matchs, Burton est recruté par Sheffield Wednesday, qui évolue une division au-dessus. Après une blessure mineure, il marque son premier but pour les Owls en mars 2006 lors de son neuvième match.
Il joue ensuite un rôle important dans la survie de Sheffield Wednesday en Championship (D2) et dispute le dernier match de la saison 2005-2006 contre son ancien club, Derby County, en étant capitaine.
Son retour au premier plan à Sheffield lui permet de retrouver l'équipe nationale, trois ans après sa dernière sélection. Il est ainsi appelé lors des deux derniers matchs amicaux de la saison face au Ghana et l'Angleterre, rentrant en seconde mi-temps lors de ce dernier match (0-6).
Malgré un seul but marqué en quatre mois au début de la saison 2006-2007, Burton se ressaisi lors de la deuxième moitié de la saison en marquant douze nouveaux buts, faisant de lui le meilleur buteur du club avec Steve MacLean.
Deon atteint la barre symbolique des 100 buts en clubs le lendemain de Noël 2007, marquant un penalty contre Burnley à Turf Moor. Lors du dernier match de la saison contre Norwich, alors que Sheffield doit gagner pour se maintenir, Burton égalise sur un penalty, avant de marquer son deuxième but, le troisième de Sheffield, match finalement remporté 4-1 par Wednesday. Ces deux buts amènent Deon à un total de neuf buts, faisant de lui le meilleur buteur du club pour la saison 2007-2008.
Burton est ensuite prêté à Charlton Athletic le 27 novembre 2008, puis définitivement acquis par le club le 2 janvier 2009 sur un transfert gratuit.
En 2010, Burton quitte Charlton et signe en première division azérie.